# 러시아-우크라이나 전쟁 중 도시 지배 현황
러시아-우크라이나 전쟁 중 도시 지배 현황에 관한 문서이다.
2014년에 시작되어 2022년 러시아의 우크라이나 침공으로 확대된 현재 진행 중인 러시아-우크라이나 전쟁 중 우크라이나 지역에 대한 가장 최근의 통제에 대한 정보를 제공한다. 여기에는 전국의 모든 대규모 지역과 일부 지역이 포함된다. 현재 또는 최근 접촉선에 가까운 소규모 지역. 또한 개별 정착지 탈취와 러시아 통제 하에 있는 전체 지역의 변화 등 영토 통제 변경 일정도 포함되어 있다.

## 타임라인

### 2022년 (헤르손주 탈퇴 이후)

#### 11월
- 러시아는 2022년 11월 11일부터 14일까지 도네츠크주 파블리프카를 탈환했다.
- 러시아는 2022년 11월 11일부터 17일까지 도네츠크주 오피트네를 탈환했다.
- 러시아는 2022년 11월 27일부터 28일까지 도네츠크주 오자리니프카(Ozarianivka)를 탈환했다.
- 러시아는 2022년 11월 28일경 도네츠크주 젤레노필리아를 탈환했다.
- 러시아는 2022년 11월 28일부터 12월 1일 사이에 도네츠크 주의 안드리브카(Andriivka)를 탈환했다.
- 러시아는 2022년 11월 29일경 루한스크주 노보셀리브스케를 탈환했다.
- 러시아는 2022년 11월 30일경 도네츠크 주의 쿠르디움프카(Kurdiumivka)를 탈환했다.

#### 12월
- 러시아는 2022년 12월 31일부터 2023년 1월 2일까지 도로즈니안카, 자포리자주의 도로즈니안카를 탈환했다.

### 2023년

#### 1월
- 러시아는 2023년 1월 16일 도네츠크주 솔레다르를 탈환했다.
- 러시아는 2023년 1월 31일 도네츠크 주의 사코 이 반체티를 탈환했다.

#### 2월
- 러시아는 2023년 2월 10일 하르키우 주 드보리치네를 탈환했다.
- 러시아는 2023년 2월 11일 도네츠크 주 크라스나 호라를 탈환했다.
- 러시아는 2023년 2월 16일 하르키우 주 리만 페르시를 탈환했다.
- 러시아는 2023년 2월 18일 도네츠크주 파라스코비프카를 탈환했다.

#### 5월
- 러시아는 2023년 5월 20일 도네츠크주 바흐무트를 탈환했다.

#### 6월
- 우크라이나는 2023년 6월 10일 도네츠크 주 네스쿠치네를 탈환했다.
- 우크라이나는 2023년 6월 10일 도네츠크 주의 블라호다트네를 탈환했다.
- 우크라이나는 2023년 6월 11일 도네츠크주 스토로제베를 탈환했다.
- 우크라이나는 2023년 6월 9~11일경 자포리자 주의 로브코베를 탈환했다.
- 우크라이나는 2023년 6월 12일부터 14일까지 자포리자주의 레바드네를 탈환했다.
- 우크라이나는 2023년 6월 11~14일경에 자포리자주의 노보다리브카를 탈환했다.
- 우크라이나는 2023년 6월 13일부터 14일까지 도네츠크 주의 마카리브카를 탈환했다.
- 우크라이나는 2023년 6월 21~25일경에 자포리자주의 피아티카트키를 탈환했다.
- 우크라이나는 2023년 6월 26일 도네츠크 주의 리브노필을 탈환했다.

#### 7월
- 러시아는 2023년 7월 25일 루한스크주 세르히이브카를 탈환했다.
- 우크라이나는 2023년 7월 27일부터 28일까지 도네츠크 주 스타로마이오스케를 탈환했다.

#### 8월
- 러시아는 2023년 8월 5일 루한스크주 노보셀리브스케를 탈환했다.
- 우크라이나는 2023년 8월 15일부터 16일까지 도네츠크 주 우로자인을 탈환했다.

#### 9월
- 우크라이나는 2023년 8월 28일부터 9월 1일까지 자포리자주의 로보타인을 탈환했다.
- 우크라이나는 2023년 9월 14~15일에 도네츠크주 안드리브카를 탈환했다.
- 우크라이나는 2023년 9월 17일부터 22일까지 도네츠크주 클리시치프카를 탈환했다.

#### 10월
- 우크라이나는 2023년 10월 17일 헤르손주 포이마를 탈환했다.
- 러시아는 2023년 10월 18일 헤르손주 포이마를 탈환했다.

#### 11월
- 러시아는 2023년 11월 29일 도네츠크주 흐로무베를 탈환했다.

#### 12월
- 러시아는 2023년 12월 24~25일 도네츠크주 마린카를 탈환했다.

### 2024년

#### 1월
- 러시아는 2024년 1월 18일 도네츠크주 베젤레를 탈환했다.
- 러시아는 2024년 1월 20일 하르키프 주 크로흐말네를 탈환했다.
- 러시아는 2024년 1월 27일 하르키우주의 타바이브카를 탈환했다.

#### 2월
- 러시아는 2024년 2월 17일 도네츠크주의 아브디브카를 탈환했다.
- 러시아는 2024년 2월 21일 도네츠크주 포비에다를 탈환했다.
- 러시아는 2024년 2월 23일경 도네츠크주 스테포베를 탈환했다.
- 러시아는 2024년 2월 24일 도네츠크주의 라스토키네을 탈환했다.
- 러시아는 2024년 2월 22일부터 26일까지 도네츠크주 시베르네를 탈환했다.

#### 3월
- 러시아는 2024년 2월 29일부터 3월 19일 사이에 도네츠크주의 오를리브카를 탈환했다.
- 러시아는 2024년 3월 21일까지 도네츠크주 토넨케를 완전히 탈환했다.
- 러시아는 2024년 3월 12일경 도네츠크주 네벨스케를 탈환했다.
- 러시아는 2024년 3월 23일경 도네츠크주의 이바니브스케를 탈환했다.

#### 4월
- 러시아는 2024년 3월 31일부터 4월 5일까지 도네츠크주 보디안(Vodiane)을 완전히 탈환했다.
- 러시아는 2024년 4월 8일 도네츠크주의 보다니브카를 탈환했다.
- 러시아는 2024년 4월 9일경 도네츠크주의 페르보마이스케를 탈환했다.
- 러시아는 2024년 4월 22일경 도네츠크주의 노보미카일리브카를 점령했다.
- 러시아는 2024년 4월 24일 도네츠크주 노보바흐무티프카를 탈환했다.
- 러시아는 2024년 4월 25일 도네츠크주 솔로비오베를 탈환했다.
- 러시아는 2024년 4월 20~26일경 도네츠크주 세메니프카를 탈환했다.
- 러시아는 2024년 4월 20~27일경 도네츠크주의 베르디치를 탈환했다.
- 러시아는 2024년 4월 27일경 도네츠크주 노보칼리노베를 탈환했다.
- 러시아는 2024년 4월 30일경 도네츠크주 오체레틴을 완전히 탈환했다.

#### 5월
- 러시아는 2024년 4월 28일부터 5월 3일 사이에 도네츠크주 케라미크를 완전히 탈환했다.
- 러시아는 2024년 5월 3일 도네츠크주 아르칸헬스케를 탈환했다.
- 우크라이나는 2024년 5월 4일 이전에 도네츠크주의 네벨스케를 탈환했다.
- 러시아는 2024년 5월 4일 하르키우 주 코틀리리브카를 탈환했다.
- 러시아는 2024년 5월 6일경 하르키우주의 키슬리브카를 탈환했다.
- 러시아는 2024년 5월 10일 하르키우주의 필나를 탈환했다.
- 러시아는 2024년 5월 10일 하르키우 주 스트릴레차를 탈환했다.
- 러시아는 2024년 5월 10일 하르키우주의 보리시브카를 탈환했다.
- 러시아는 2024년 5월 10일 크라스네, 하르키프 라이온을 탈환했다.
- 러시아는 2024년 5월 10일경 하르키프 주 플레테니프카(Pletenivka)를 탈환했다.
- 러시아는 2024년 5월 10일경 하르키우주의 오히르체베를 탈환했다.
- 러시아는 2024년 5월 10~11일경 하르키프 주 하티슈체를 탈환했다.
- 러시아는 2024년 5월 11일 하르키우 주 모로호베츠를 탈환했다.
- 러시아는 2024년 5월 11일 하르키우주의 올리니코베를 탈환했다.
- 러시아는 2024년 5월 11일부터 13일까지 하르키프 주 흘리보케를 탈환했다.
- 러시아는 2024년 5월 13일 하르키우주의 루키아안시를 탈환했다.
- 러시아는 2024년 5월 14일 하르키우주의 부루바트카를 탈환했다.
- 러시아는 2024년 5월 18~20일경 도네츠크주 네타이로베를 탈환했다.
- 러시아는 2024년 5월 20일경 도네츠크주 우만스케를 탈환했다.
- 러시아는 2024년 5월 20일경 자포리자주의 로보타인을 탈환했다.
- 러시아는 2024년 5월 말부터 6월 17일 사이에 도네츠크주 클리시치프카를 탈환했다.

#### 6월
- 러시아는 2024년 5월 25일부터 6월 6일 사이에 하르키프 주 이바니브카를 탈환했다.
- 러시아는 2024년 6월 5~14일경 도네츠크주 헤오르히이브카를 탈환했다.
- 러시아는 2024년 6월 5~14일경 도네츠크주 파라스코비프카(Paraskoviivka)를 점령했다.
- 러시아는 2024년 6월 10일 도네츠크주 스타로마이오스케를 탈환할 가능성이 높다.
- 러시아는 2024년 6월 10일경 도네츠크주 노불렉산드리브카를 탈환했다.
- 러시아는 2024년 6월 12일부터 13일까지 도네츠크주 노보포크롭스케를 탈환했다.
- 러시아는 2024년 6월 21일 도네츠크주 슈미를 탈환했다.
- 러시아는 2024년 6월 29일경부터 7월 6일 사이에 도네츠크주 소킬을 점령했다.

#### 7월
- 러시아는 2024년 7월 4~11일경 도네츠크주의 보스호트를 점령했다.
- 러시아는 2024년 7월 10일경 도네츠크주의 예브헤니프카를 점령했다.
- 러시아는 2024년 7월 13일 도네츠크주 우로자인을 탈환했다.
- 러시아는 2024년 6월 30일경부터 7월 17일 사이에 도네츠크주의 Spirne를 점령했다.
- 러시아는 2024년 7월 17일경 도네츠크주의 이바노-다리브카를 점령했다.
- 러시아는 2024년 7월 18일경 헤르손주 크린키를 탈환했다.
- 러시아는 2024년 7월 19일 도네츠크주의 프로레스를 점령했다.
- 러시아는 2024년 7월 20일 하르키우주의 피샤네를 탈환했다.
- 러시아는 2024년 7월 7~26일경 도네츠크주의 야스노브로디프카(Yasnobrodivka)를 점령했다.
- 러시아는 2024년 7월 26일경 도네츠크주의 로주바츠케를 점령했다.
- 러시아는 2024년 7월 29일경 도네츠크주의 노보셀리브카 페르샤를 점령했다.

#### 8월
- 러시아는 2024년 7월 19일부터 8월 3일 사이에 도네츠크주의 Rozdolivka를 점령했다.
- 러시아는 2024년 8월 1~4일경에 도네츠크주의 베셀레를 점령했다.
- 러시아는 2024년 8월 7일경 도네츠크주의 세르히브카를 점령했다.
- 러시아는 2024년 8월 9일 도네츠크주 네벨스케를 탈환했다.
- 러시아는 2024년 8월 13일경 도네츠크주의 이바니브카를 점령했다.
- 러시아는 2024년 8월 14일경 도네츠크주의 젤란느를 점령했다.
- 러시아는 2024년 8월 14일 도네츠크주의 오를리브카를 점령했다.
- 러시아는 2024년 8월 17~23일경 도네츠크주의 미콜라이프카를 점령했다.
- 러시아는 2024년 8월 18일경 도네츠크주의 노보젤란을 점령했다.
- 러시아는 2024년 8월 18일경 도네츠크주의 자비트네를 점령했다.
- 러시아는 2024년 8월 19일경 도네츠크주 메조베를 점령했다.
- 러시아는 2024년 8월 19일경 도네츠크주의 슈쿠네를 점령했다.
- 러시아는 2024년 8월 21일경 도네츠크주의 코미쉬브카를 점령했다.
- 러시아는 2024년 8월 22일 도네츠크주 프티케를 점령했다.
- 러시아는 2024년 8월 27일 도네츠크주의 칼리노베를 점령했다.
- 러시아는 2024년 8월 27일 도네츠크주의 코스티안티니브카를 점령했다.
- 러시아는 2024년 8월 27일 도네츠크주의 노보로디브카를 점령했다.
- 러시아는 2024년 8월 30일 루한스크 주 스텔마히브카를 점령했다.
- 러시아는 2024년 8월 30일경 도네츠크주의 카를리브카를 점령했다.

#### 9월
- 러시아는 2024년 9월 1일경 도네츠크주의 미하일리브카를 점령했다.
- 러시아는 2024년 9월 3일경 도네츠크주의 할리치니브카를 점령했다.
- 러시아는 2024년 9월 3일경 도네츠크주의 프레치스티프카를 점령했다.
- 러시아는 2024년 9월 6일 하르키우주의 신키브카를 탈환했다.

## 같이 보기
- 우크라이나의 도시 목록
- 러시아의 우크라이나 침공의 무력 충돌 목록